# Jay Glaser
Jay Glaser (Santa Mónica, 11 de julio de 1953) es un deportista estadounidense que compitió en vela en la clase Tornado. Está casado con la regatista Sarah Glaser.
Participó en los Juegos Olímpicos de Los Ángeles 1984, obteniendo una medalla de plata en la clase Tornado (junto con Randy Smyth). Ganó cuatro medallas en el Campeonato Mundial de Tornado entre los años 1981 y 1985.

## Palmarés internacional
| \| Juegos Olímpicos \| Juegos Olímpicos \| Juegos Olímpicos \| Juegos Olímpicos \| \| Año \| Lugar \| Medalla \| Clase \| \| ------------------ \| ---------------------------- \| ---------------- \| ---------------- \| \| 1984 \| Los Ángeles (Estados Unidos) \| Medalla de plata \| Tornado \| \| Campeonato Mundial \| \| \| \| \| Año \| Lugar \| Medalla \| Clase \| \| 1981 \| Carnac (Francia) \| Medalla de oro \| Tornado \| \| 1982 \| Kingston (Canadá) \| Medalla de oro \| Tornado \| \| 1984 \| Melbourne (Australia) \| Medalla de plata \| Tornado \| \| 1985 \| Travemünde (RFA) \| Medalla de plata \| Tornado \| |                              |                  |         |
| Juegos Olímpicos |                              |                  |         |
| Año | Lugar                        | Medalla          | Clase   |
| 1984 | Los Ángeles (Estados Unidos) | Medalla de plata | Tornado |
| Campeonato Mundial |                              |                  |         |
| Año | Lugar                        | Medalla          | Clase   |
| 1981 | Carnac (Francia)             | Medalla de oro   | Tornado |
| 1982 | Kingston (Canadá)            | Medalla de oro   | Tornado |
| 1984 | Melbourne (Australia)        | Medalla de plata | Tornado |
| 1985 | Travemünde (RFA)             | Medalla de plata | Tornado |